# Torneo de Brisbane 2015
El Brisbane International 2015 fue un evento de tenis ATP 250 en su rama masculina y WTA Premier en la femenina. Se disputó en Brisbane (Australia), en el complejo Queensland Tennis Centre y en cancha dura al aire libre, haciendo parte de un par de eventos que hacen de antesala al Abierto de Australia, entre el 4 de enero y 11 de enero de 2015 en los cuadros principales masculinos y femeninos, pero la etapa de clasificación se disputó desde el 2 de enero.

## Cabezas de serie

### Individuales masculinos
| Tenista             | Ranking | Preclasificado |
| Roger Federer       | 2       | 1              |
| Kei Nishikori       | 5       | 2              |
| Milos Raonic        | 8       | 3              |
| Grigor Dimitrov     | 11      | 4              |
| Kevin Anderson      | 16      | 5              |
| Gilles Simon        | 21      | 6              |
| Alexandr Dolgopolov | 23      | 7              |
| Julien Benneteau    | 25      | 8              |

- Ranking del 29 de diciembre de 2014

### Dobles masculinos
| Tenista                           | Ranking | Preclasificada |
| Jean-Julien Rojer Horia Tecău     | 32      | 1              |
| Rohan Bopanna Daniel Nestor       | 34      | 2              |
| Robert Lindstedt Marcin Matkowski | 40      | 3              |
| Eric Butorac Sam Groth            | 51      | 4              |

### Individuales femeninos
| Tenista              | Ranking | Preclasificada |
| María Sharápova      | 2       | 1              |
| Ana Ivanovic         | 5       | 2              |
| Angelique Kerber     | 9       | 3              |
| Dominika Cibulková   | 10      | 4              |
| Andrea Petkovic      | 13      | 5              |
| Jelena Janković      | 15      | 6              |
| Carla Suárez Navarro | 17      | 7              |
| Garbiñe Muguruza     | 20      | 8              |

- Ranking del 29 de diciembre de 2014

### Dobles femeninos
| Tenista                               | Ranking | Preclasificada |
| Hsieh Su-wei Sania Mirza              | 11      | 1              |
| Raquel Kops-Jones Abigail Spears      | 24      | 2              |
| Garbiñe Muguruza Carla Suárez Navarro | 34      | 3              |
| Caroline Garcia Katarina Srebotnik    | 36      | 4              |

## Campeones

### Individuales masculinos
Roger Federer venció a  Milos Raonic por 6–4, 6–7(2), 6–4

### Individuales femeninos
María Sharápova venció a  Ana Ivanović por 6-7(4), 6-3, 6-3

### Dobles masculinos
Jamie Murray /  John Peers vencieron a  Alexandr Dolgopolov /  Kei Nishikori por 6-3, 7-6(4)

### Dobles femenino
Martina Hingis /  Sabine Lisicki vencieron a  Caroline Garcia /  Katarina Srebotnik por 6-2, 7-5